# Bizarre Foods with Andrew Zimmern
 Bizzare Foods with Andrew Zimmern é um programa de televisão de estilo documentário, viagens e gastronomia  apresentado por Andrew Zimmern no Estados Unidos pelo canal Travel Channel. Internacionalmente e no Brasil, o programa é transmitido pelo canal Discovery Travel & Living e em Portugal, é exibido pela SIC Radical. A primeira temporada estreou no dia, 26 de fevereiro de 2007 às 21:00 ET / PT.
Bizarre Foods concentra-se em cozinhas regionais de todo o mundo que normalmente é percebido pelos americanos como sendo repugnante, exótico ou bizarro. Em cada episódio, Zimmern centra-se na cozinha de um país ou região em particular. Ele normalmente mostra como o alimento é adquirido, onde é servido, e geralmente sem hesitação come.
Originalmente o programa foi baseado no documentário de uma hora intitulado Foods Bizarre da Ásia, transmitido pelo Travel Channel, obtendo consistentes audiências consideráveis. No final de 2006, decidiu-se transformar o documentário em uma série show de uma hora com a mesma premissa e com Andrew Zimmern como o anfitrião. Em 2009, Zimmern teve uma pausa de Bizarre Foods para trabalhar em uma temporada do Bizarre World.